# 登山纜車 (香港海洋公園)
| 登山纜車 Cable Car |          |                              |                              |
| 登山纜車Cable Car  |          |                              |                              |
| 開幕日             | 開幕日   | 1977年1月10日                | 1977年1月10日                |
| 乘搭限制           | 乘搭限制 | 嬰兒車需經收起後方可登上設施 | 嬰兒車需經收起後方可登上設施 |
| 其他               | 其他     | 設有海洋快證                 | 設有海洋快證                 |

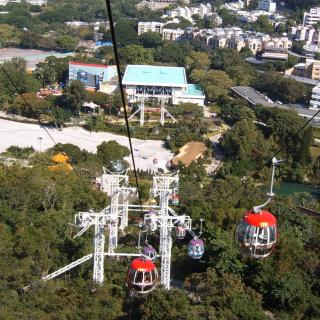
海洋公園登山纜車

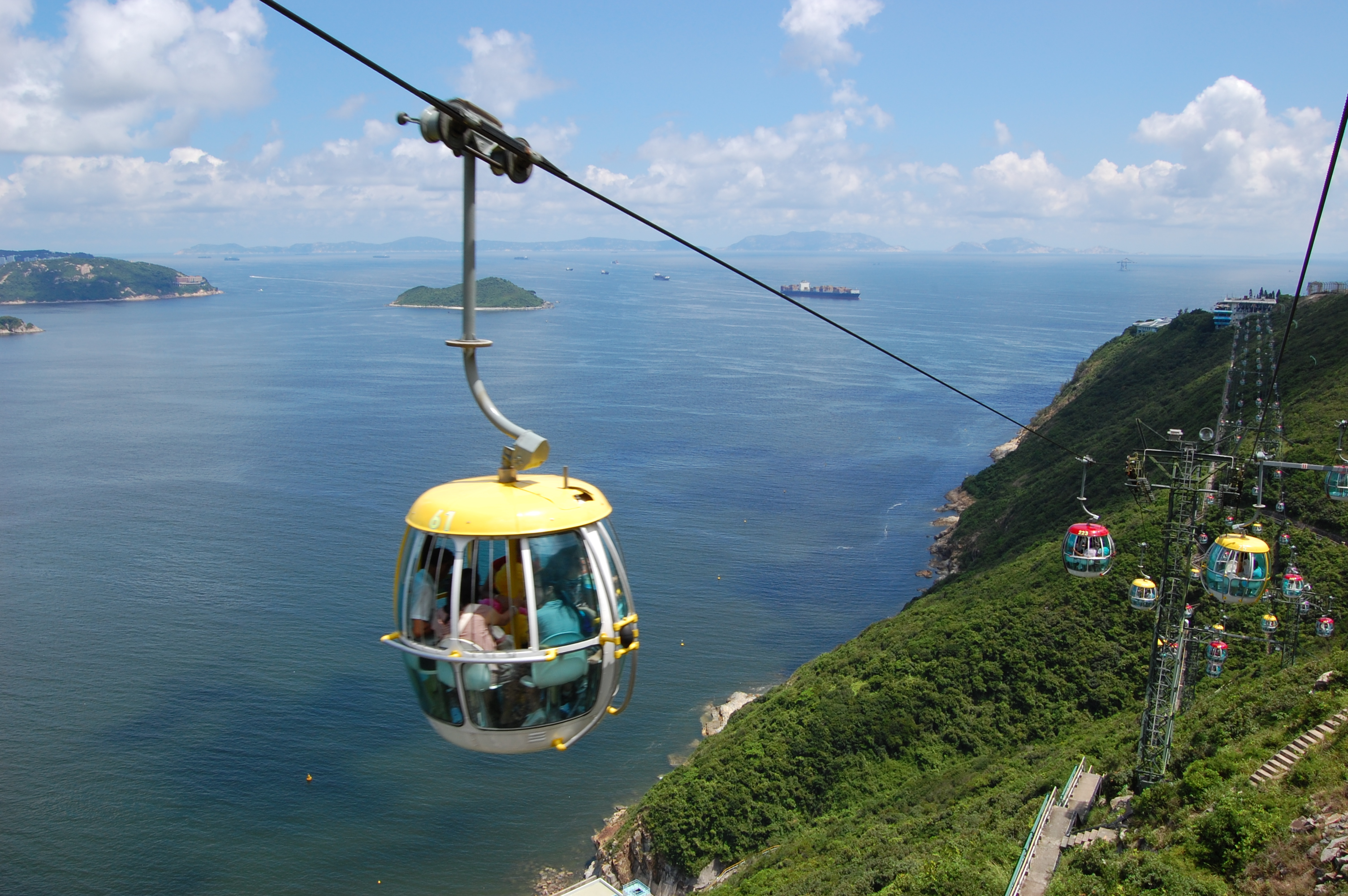
遊人可從纜車飽覽與南朗山優美海景

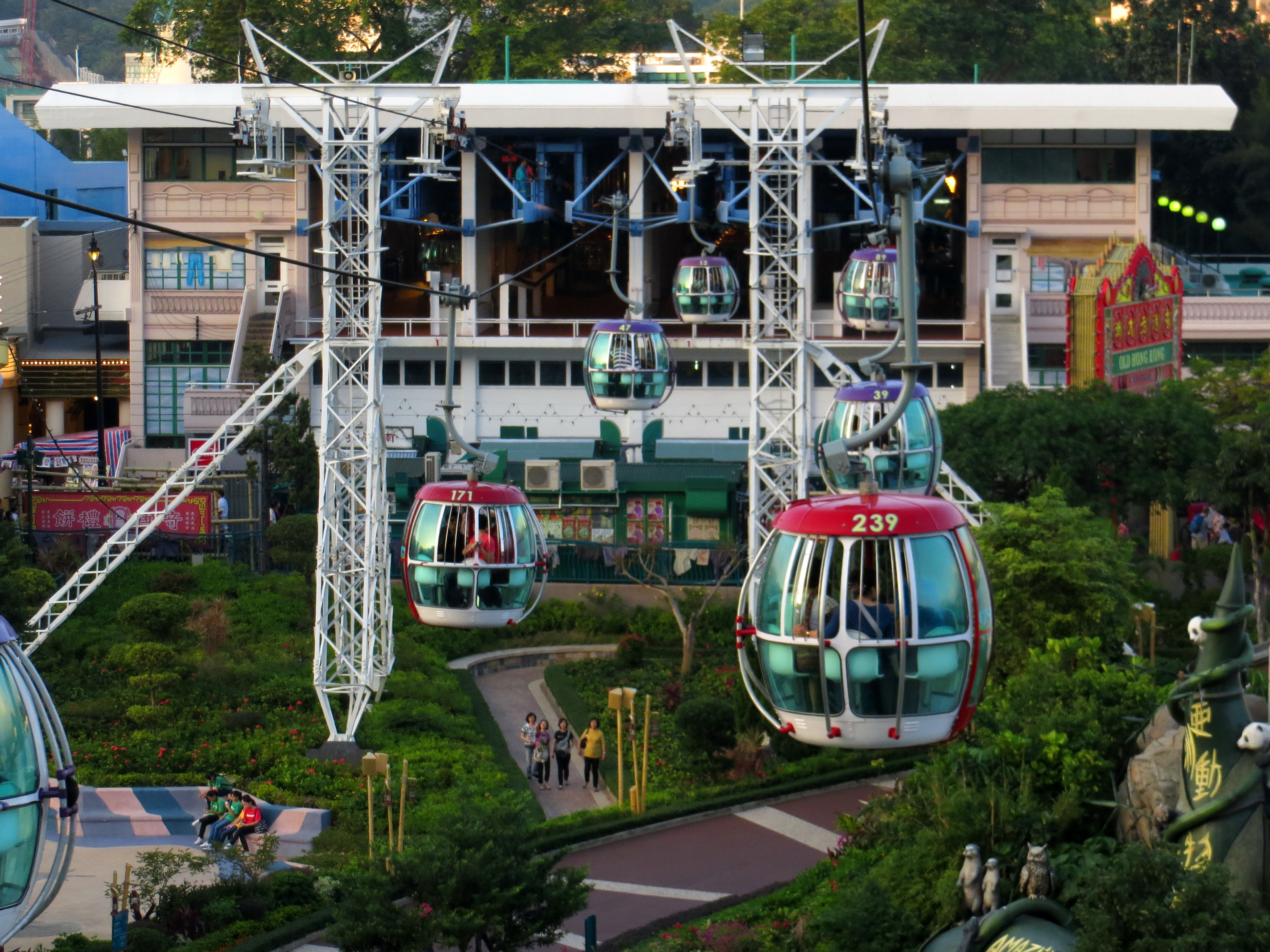
香港海洋公園纜車及纜車站

登山纜車（英語：Cable Car）是香港海洋公園的索道系統，位於香港黃竹坑南朗山海洋公園，於1977年投入運作，是香港繼柏架山吊車拆卸40多年後另一個空中纜車系統。纜車連接海洋公園內的海濱樂園（山下）的夢幻水都與高峰樂園（山上）的海洋天地，遊人可以飽覽深水灣與南朗山的海景。

## 名稱
《海洋公园条例》中，此系统被称为索道；而根據海洋公園及香港政府的官方資料，此系統是稱作纜車，是由其英文Cable Car直接翻譯；坊間則稱作吊車，以其外形而稱，以與纜索鐵路山頂纜車區別。

## 運作
索道系統全長1.5公里，設有17座纜塔，系統共有248個車廂，日常只有其中114-117個（單線）車廂、228-234個（雙線）包括每條線一架工程車及兩架輪椅專用車廂投入載客服務，其餘則留在車站內進行維護保養。每個纜車車廂可以乘載6人，車程約8分鐘，來回運行每小時的載客量可達4,000人次。
纜車系統在日常運作時，會不時在中途停止一至兩分鐘不等，原因是當輪椅人士使用輪椅專用車廂往返高峰樂園及海濱樂園時，系統須完全停止以供輪椅人士使用斜板進入或離開車廂。
索道如遇到強風或雷暴，影響到纜車的安全運作時將會停止載客服務，車站也會暫時關閉。過去由於海洋公園纜車是連接園內主要景點的唯一交通工具，如遇纜車須要停駛的情況，海洋公園會為園內遊客提供接駁巴士服務。海洋公園於2009年建成了海洋列車，除了提供更多園內的交通途徑外，也對纜車的人潮提供分流作用。

## 救援措施
由於纜車車廂離地最高達43米，所以香港消防處早於海洋公園落成時已制定「海洋公園纜車緊急應變計劃」，並特設海洋公園纜車拯救隊，一旦纜車發生事故，能夠儘速展開救援工作。

## 大型事故
- 2007年7月19日：中午約12時，有職員發現纜車塔附近山坡上有火光，及後證實南朗山發生山火。意外地點是第12號纜車塔附近山坡靠近海洋劇場纜車站方向，火場面積約兩平方米，與半空中的纜車有約30米距離。園方一度暫停纜車服務約半小時救火。職員一方面循陸路到火場用火拍控制火勢，另方面則有職員乘坐工程吊車到火場上空救火，結果在消防員到場前將山火撲滅[3]。
- 2017年12月16日：晚上7時43分，海洋公園纜車懷疑受強風影響，令纜索的安全程序啟動，導致纜車突然停止運作，210名遊客一度在攝氏13度的寒風下被困在凌空的車廂內，直至晚上8時16分經工作人員調整系統後纜車恢復運作，纜車乘客於晚上8時52分全部安全離開車廂，而事件已向機電工程署通報[4]。

## 外部連結
- （繁體中文）登山纜車 (高峰樂園) （页面存档备份，存于）
- （繁體中文）登山纜車 (海濱樂園) （页面存档备份，存于）